# Platygaster splendens
Platygaster splendens är en stekelart som beskrevs av Sundholm 1970. Platygaster splendens ingår i släktet Platygaster och familjen gallmyggesteklar. Inga underarter finns listade i Catalogue of Life.